# Leo Pellegrino

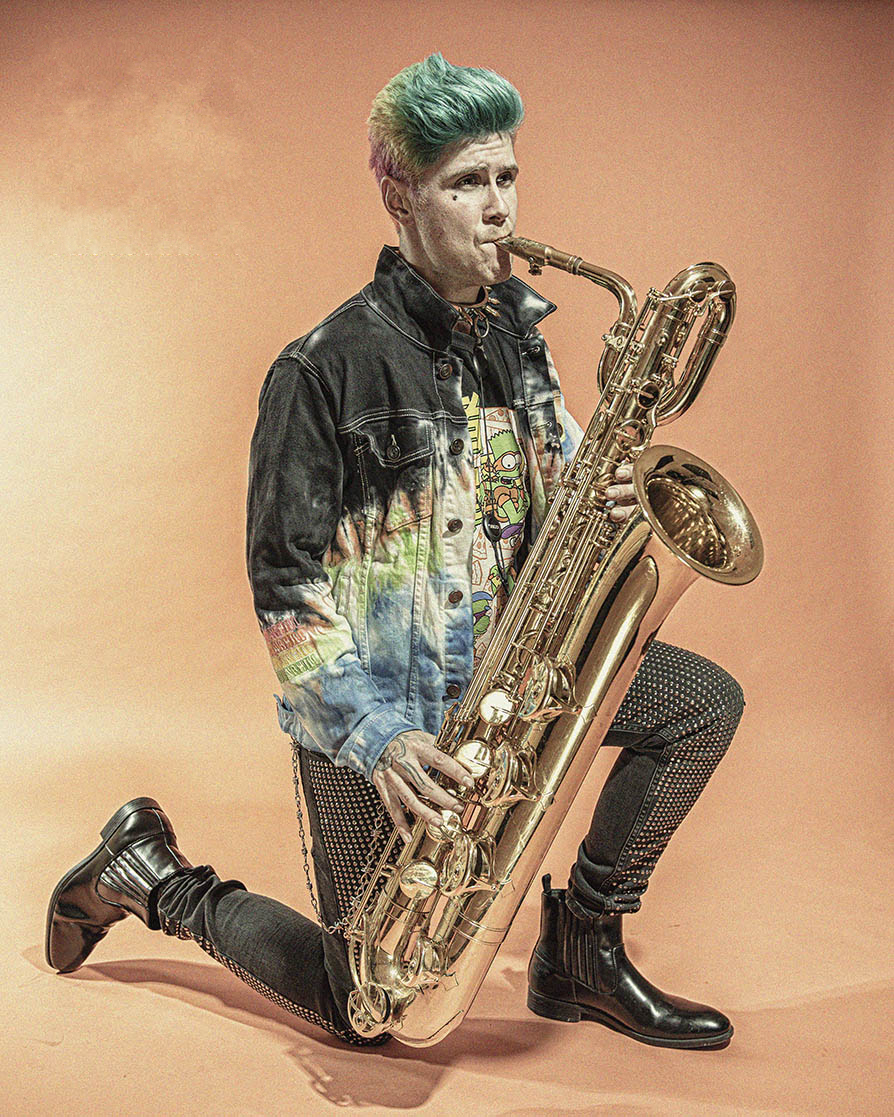
Leo Pellegrino, 2020

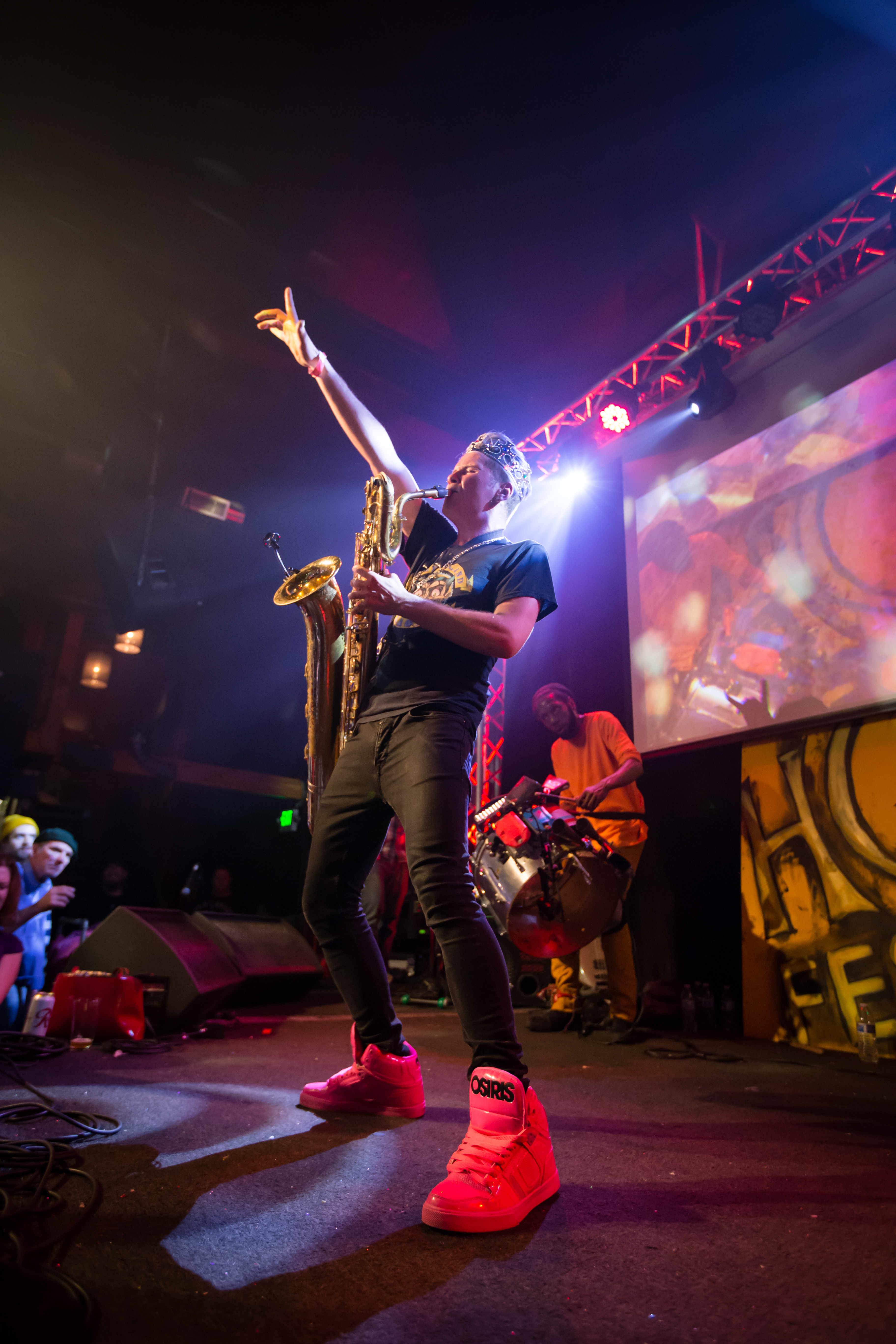
Leo Pellegrino, 2015

Leonardo „Leo“ Pellegrino (auch bekannt als Leo P; * 3. Juni 1991 in Pittsburgh) ist ein US-amerikanischer Baritonsaxophonist.

## Leben
Leo Pellegrino beendete 2009 die Pittsburgh Creative and Performing Arts School. 2013 erhielt er an der Manhattan School of Music seinen Bachelor of Music in music performance. Im selben Jahr gründete er mit Matt Muirhead und David Parks in New York City die Gruppe Too Many Zooz, die durch YouTube-Videos von Auftritten in New Yorker U-Bahn-Stationen ab 2014 bekannt wurde. Bis 2017 war Leo Pellegrino außerdem Mitglied der 2006 gegründeten Brass-Formation Lucky Chops.
Im Jahr 2016 wirkte er mit Too Many Zooz als Feature am Album Lemonade von Beyoncé mit und trat mit dieser auch bei der Verleihung der Country Music Association Awards auf.
Im Jahr 2017 trat Pellegrino bei den BBC Proms als Gastsolist mit dem Metropole Orkest auf und spielte Werke von Charles Mingus.
2018 veröffentlichte er sein erstes Soloalbum Sax Star Suite Pt. 1.
2019 trat Pellegrino bei zwei aufeinanderfolgenden Konzerten von Shpongle im Red Rocks Amphitheatre als Gastmusiker auf.

## Stil
Pellegrino ist für sein virtuoses Spielen und seine Tanzeinlagen während Auftritten bekannt. Außerdem fällt er durch seine außergewöhnliche Kleidung und Frisuren, insbesondere Haarfärbungen, auf.